# Abbad
Abbad (arab. اباد) – miejscowość w Syrii, w muhafazie Aleppo. W 2004 roku liczyła 1940 mieszkańców.